# 나비효과 (밴드)
나비효과는 대한민국의 록 밴드이다. 밴드 시나위에서 보컬을 맡았던 김바다와, 역시 시나위와 레쳐에서 베이스를 맡았던 정한종, 신성우밴드에서 베이스를 맡았던 신인, 당시 서울대학교 작곡과에 재학 중이던 기타리스트 서상은이 모여 만들었다.

## 음반
- 1집 나비효과 (2003)
- 2집 나비효과 2nd (2005)
- 디지털싱글(2006년 11월 발매/ 2007년 4월 발매)